# Humedal de Cartagena
El humedal de Cartagena es un humedal costero ubicado al sur de la desembocadura del estero Cartagena, en la zona urbana de la comuna de Cartagena, Región de Valparaíso, Chile. 
El humedal es una Reserva Natural Municipal desde el año 2017. Además, el humedal fue declarado como Bien Nacional Protegido por parte del Ministerio de Bienes Nacionales en febrero del 2018, y como Humedal Urbano en enero de 2021 por el Ministerio del Medio Ambiente.
El humedal se distingue por su alta heterogeneidad, tanto en su estructura física como biótica, y está compuesto por varios sistemas interconectados. Uno de ellos es la Laguna Cartagena, un espejo de agua de aproximadamente 6,8 hectáreas, rodeado de vegetación ribereña y algunas islas que sirven como lugar de descanso y anidación para diversas especies de aves. Actualmente, la laguna recibe aportes de aguas subterráneas, marinas y del sistema estuarino del Estero Cartagena.
Otro componente importante es el Estuario de Cartagena y su desembocadura. Este estuario, de régimen pluvial y formación eventual, se caracteriza por un cambio en la morfología del cauce del estero, lo que da lugar a la formación de la laguna debido a la presencia de una barra de arena que limita el contacto directo entre las aguas continentales del estero y el mar. De esta forma, el estuario actúa como un ecosistema de transición entre aguas dulces y saladas.
Finalmente, el Canal Principal o Estero Cartagena es el cauce natural que alimenta la laguna del estuario. Durante la estación de verano, el flujo de agua en este tramo se reduce considerablemente, alcanzando velocidades muy bajas. Las aguas en este subsistema presentan una salinidad inferior a la del estuario.
Al sistema del Humedal de Cartagena, recientemente se sumó el subsistema dunario, con la aprobación de la expansión de esta Reserva Natural Municipal en 2024 por parte del concejo comunal de la Municipalidad de Cartagena.

## Manejo y protección
La gestión del Humedal de Cartagena ha sido liderada por la Municipalidad de Cartagena y se ha transformado a lo largo de los años. Inicialmente, el área era utilizada como zona de piscinas, picnic y lugar de desecho de residuos. Entre 1999 y 2000, la municipalidad, bajo la administración del alcalde de la época, intervino en el humedal con obras de profundización de la laguna y la creación de un talud en sus alrededores, lo que resultó en la formación del ecosistema actual. Posteriormente, se implementaron medidas como la construcción de un cierre perimetral, la creación de un sendero interpretativo y la contratación de guardaparques.
En 2010, la municipalidad solicitó y obtuvo un Permiso de Ocupación Provisorio por 5 años, renovable, otorgado por la SEREMI de Bienes Nacionales, permitiéndole administrar el área de propiedad fiscal.
En 2016, la SEREMI del Medio Ambiente de Valparaíso entregó el Plan de Manejo para el Humedal de Cartagena. Al año siguiente, en 2017, el Concejo Municipal aprobó la Declaratoria de Reserva Natural Municipal (RENAMU), figura de protección que configura la administración de este ecosistema hasta el día de hoy por parte de la Municipalidad de Cartagena.Por otro lado, en febrero de 2018, el Ministerio de Bienes Nacionales emitió el Decreto Exento N°27, que destinó oficialmente el territorio para su conservación bajo el régimen de Bien Nacional Protegido por ser hábitat y zona de alimentación y descanso de avifauna local y migratoria.
El 22 de enero de 2021, el Ministerio del Medio Ambiente declara, por oficio, al "Sistema Laguna y Estero Cartagena" como Humedal Urbano, en el marco de la Ley 21.202, junto con otros 32 humedales en todo el país. Los criterios utilizados para dicha declaración fueron:
- el ecosistema presenta altos niveles de amenaza actual, por la presión inmobiliaria, expansión urbana y carga antrópica en época estival.
- el ecosistema constituye un hábitat y zona de alimentación y descanso de avifauna nativa y migratoria, destacando la presencia de especies clasificadas en categorías de amenaza, como por ejemplo el chorlo nevado (Charadrius nivosus) y el gato güiña (Leopardus guigna), clasificados como vulnerable.
- el ecosistema es relevante en términos culturales, sociales y turísticos o de provisión de servicios ecosistémicos a nivel local, pues es un área que provee de espacios de recreación y turismo, y que se ha dedicado a la conservación y gestión ambiental, contando con un centro de educación ambiental, zona de avistamiento de aves, visitas guiadas y un sendero que permite la vista panorámica al humedal.[4]

En 2024, la Municipalidad de Cartagena anunció la expansión de la Reserva Natural Municipal, incorporando el lote 5, que abarca las dunas del sector. Esta medida fue aprobada por el Concejo Comunal con el fin de proteger la zona restante y su valioso patrimonio natural, histórico, arqueológico, geológico y ecológico. La decisión busca consolidar la protección integral del área de la Duna Relicta de Cartagena.

## Patrimonio Natural

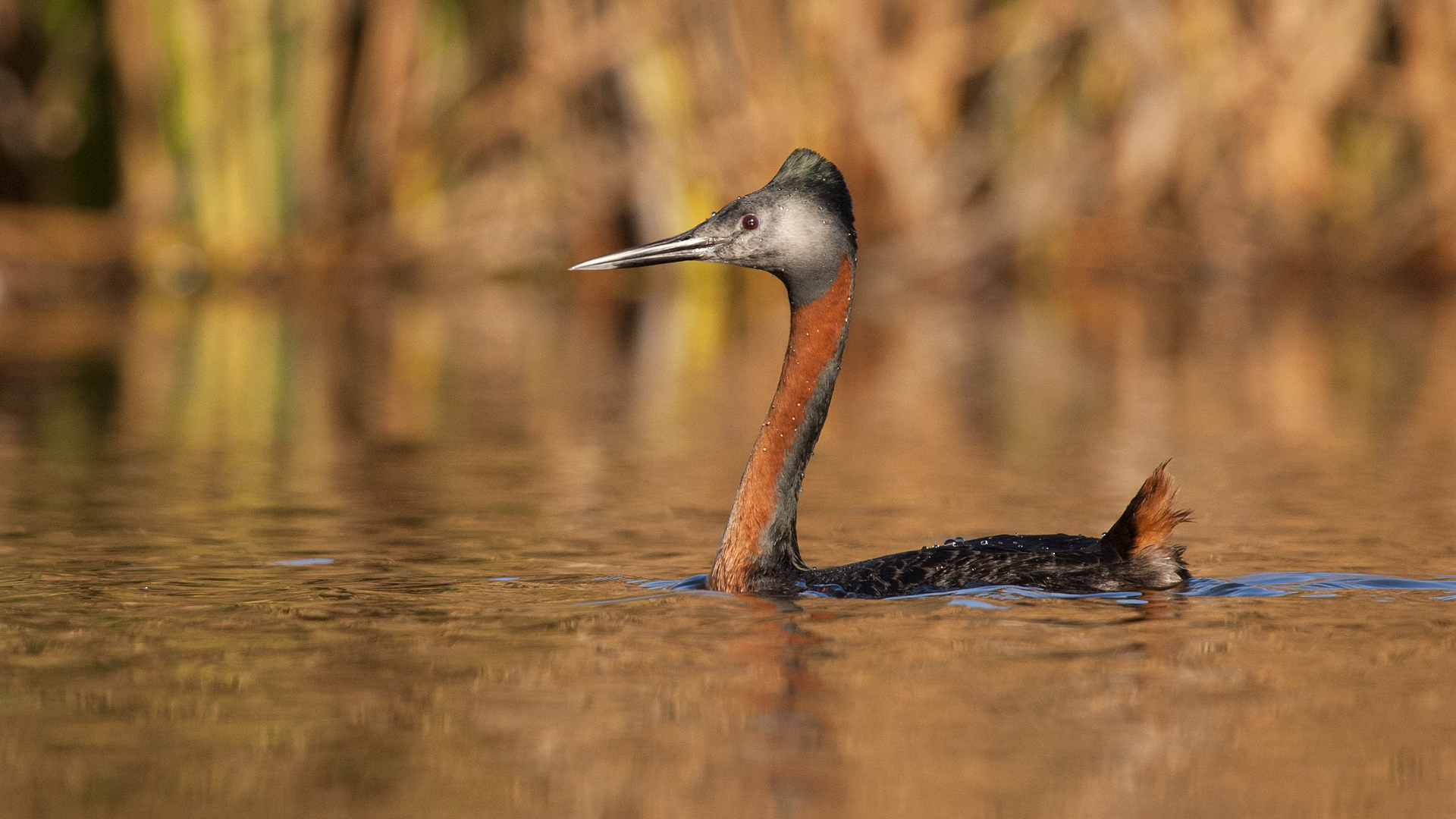
Huala (Podiceps major major) en Humedal de Cartagena

El Humedal de Cartagena es un ecosistema de alto valor ecológico que representa un refugio clave para una gran diversidad de especies. Entre las aves, destaca la presencia de zonas de reproducción de especies como el pilpilén común (Haematopus palliatus) y el chorlo nevado (Charadrius nivosus), además de ser un importante sitio de descanso y alimentación para especies migratorias como el gaviotín elegante (Sterna elegans), el zarapito común (Numenius phaeopus) y la gaviota de Franklin (Leucophaeus pipixcan). A la fecha, se han registrado 148 especies de aves en el humedal, según la plataforma de ciencia ciudadana eBird.
El humedal también alberga avifauna residente, como el cisne coscoroba (Coscoroba coscoroba), y especies asociadas a los sistemas de matorrales. Además, se han avistado felinos silvestres como el gato güiña (Leopardus guigna), clasificado a nivel nacional como "vulnerable", y otras especies de interés como el quique (Galictis cuja), la culebra cola larga (Philodryas chamissonis) y el lagarto chileno (Liolaemus chiliensis), todos clasificados como "Preocupación menor".
En cuanto a la flora, la Municipalidad de Cartagena destaca la presencia de diversas especies nativas en las dunas del humedal, como:
- Espárrago de mar (Sarcacornia neei)
- Ortiga caballuna (Loasa tricolor)
- Esparto (Solanum pinnatum)
- Gnaphalium robustum
- Maitén (Maytenus boaria)
- Garbancillo (Astragalus amatus)
- Flor de la cuncuna (Phacelia secunda)
- Sahumerio (Twedia birostrata)
- Suspiro de mar (Nolana paradoxa)
- Vira vira (Pseudognaphalium vira vira)
- Noticastrum sericeum
- Metrín (Camissonia dentata)
- Huingán (Schinus polygamus)
- Molle (Schinus latifolius)
- Vautro (Baccharis macraei)
- Romerillo (Baccharis linearis)
- Coralillo (Lycium chilense)
- Para de guanaco (Cistanthe grandiflora)
- Cabello de ángel (Cuscuta sp.)

En total se han registrado 291 especies en el humedal, incluyendo flora, fauna y funga, según los datos de la plataforma de ciencia ciudadana iNaturalist.
El Humedal de Cartagena también ofrece importantes servicios ecosistémicos. Entre ellos, se destaca la protección de las comunidades locales frente a desastres naturales como marejadas y tsunamis. Además, regula las temperaturas y facilita la retención y el ciclado de nutrientes, mejorando la calidad del agua. Gracias a su capacidad de almacenamiento y depuración de aguas, el humedal contribuye a la regulación fisicoquímica del entorno y sirve como soporte físico del ecosistema dunar circundante.

## Patrimonio Cultural
El Humedal de Cartagena alberga un importante patrimonio cultural asociado a su historia arqueológica. En el sector de las dunas de la Playa Grande de Cartagena, se han descubierto conchales, horadadas y osamentas, además de herramientas y restos de cerámica pertenecientes a las culturas Bato y Aconcagua. Estos restos culturales han sido localizados a lo largo de los años durante la construcción de viviendas y obras públicas en la zona.
La conservación y estudio de estos sitios arqueológicos es fundamental para entender las dinámicas culturales de las civilizaciones que habitaron el litoral central. En este contexto, el concepto de "Paleoduna" cobra relevancia, ya que se refiere a la acumulación histórica de granos de arena en la cual se han preservado elementos arqueológicos como vasijas, conchales y restos óseos humanos y animales. Además, la flora asociada a las dunas de Cartagena ha jugado un papel crucial en mantener los sedimentos en este sitio. Sin embargo, el uso recreativo y las actividades extractivas, como la extracción de arena, han acelerado la erosión de las dunas y el deterioro de la flora, lo que ha provocado la pérdida de los restos arqueológicos y la degradación de este valioso patrimonio cultural. Con el fin de mejorar la protección de este ecosistema, la reciente ampliación del polígono de la RENAMU incluye ahora las dunas, lo que fortalece la protección del sistema humedal-duna de Cartagena en su conjunto.